# Ariporo
Ariporo je rijeka u Kolumbiji, pritoka rijeke Casanare. Pripada porječju rijeke Orinoco.